# 1380 год
1380 (ты́сяча три́ста восьмидеся́тый) год  по юлианскому календарю — високосный год, начинающийся в воскресенье. Это 1380 год нашей эры, 10‑й год 8‑го десятилетия XIV века 2‑го тысячелетия, 1‑й год 1380‑х годов. Он закончился 645 лет назад.
| Пн | Вт | Ср | Чт | Пт | Сб | Вс |
|    |    |    |    |    |    | 1  |
| 2  | 3  | 4  | 5  | 6  | 7  | 8  |
| 9  | 10 | 11 | 12 | 13 | 14 | 15 |
| 16 | 17 | 18 | 19 | 20 | 21 | 22 |
| 23 | 24 | 25 | 26 | 27 | 28 | 29 |
| 30 | 31 |    |    |    |    |    |

| Пн | Вт | Ср | Чт | Пт | Сб | Вс |
|    |    | 1  | 2  | 3  | 4  | 5  |
| 6  | 7  | 8  | 9  | 10 | 11 | 12 |
| 13 | 14 | 15 | 16 | 17 | 18 | 19 |
| 20 | 21 | 22 | 23 | 24 | 25 | 26 |
| 27 | 28 | 29 |    |    |    |    |

| Пн | Вт | Ср | Чт | Пт | Сб | Вс |
|    |    |    | 1  | 2  | 3  | 4  |
| 5  | 6  | 7  | 8  | 9  | 10 | 11 |
| 12 | 13 | 14 | 15 | 16 | 17 | 18 |
| 19 | 20 | 21 | 22 | 23 | 24 | 25 |
| 26 | 27 | 28 | 29 | 30 | 31 |    |

| Пн | Вт | Ср | Чт | Пт | Сб | Вс |
|    |    |    |    |    |    | 1  |
| 2  | 3  | 4  | 5  | 6  | 7  | 8  |
| 9  | 10 | 11 | 12 | 13 | 14 | 15 |
| 16 | 17 | 18 | 19 | 20 | 21 | 22 |
| 23 | 24 | 25 | 26 | 27 | 28 | 29 |
| 30 |    |    |    |    |    |    |

| Пн | Вт | Ср | Чт | Пт | Сб | Вс |
|    | 1  | 2  | 3  | 4  | 5  | 6  |
| 7  | 8  | 9  | 10 | 11 | 12 | 13 |
| 14 | 15 | 16 | 17 | 18 | 19 | 20 |
| 21 | 22 | 23 | 24 | 25 | 26 | 27 |
| 28 | 29 | 30 | 31 |    |    |    |

| Пн | Вт | Ср | Чт | Пт | Сб | Вс |
|    |    |    |    | 1  | 2  | 3  |
| 4  | 5  | 6  | 7  | 8  | 9  | 10 |
| 11 | 12 | 13 | 14 | 15 | 16 | 17 |
| 18 | 19 | 20 | 21 | 22 | 23 | 24 |
| 25 | 26 | 27 | 28 | 29 | 30 |    |

| Пн | Вт | Ср | Чт | Пт | Сб | Вс |
|    |    |    |    |    |    | 1  |
| 2  | 3  | 4  | 5  | 6  | 7  | 8  |
| 9  | 10 | 11 | 12 | 13 | 14 | 15 |
| 16 | 17 | 18 | 19 | 20 | 21 | 22 |
| 23 | 24 | 25 | 26 | 27 | 28 | 29 |
| 30 | 31 |    |    |    |    |    |

| Пн | Вт | Ср | Чт | Пт | Сб | Вс |
|    |    | 1  | 2  | 3  | 4  | 5  |
| 6  | 7  | 8  | 9  | 10 | 11 | 12 |
| 13 | 14 | 15 | 16 | 17 | 18 | 19 |
| 20 | 21 | 22 | 23 | 24 | 25 | 26 |
| 27 | 28 | 29 | 30 | 31 |    |    |

| Пн | Вт | Ср | Чт | Пт | Сб | Вс |
|    |    |    |    |    | 1  | 2  |
| 3  | 4  | 5  | 6  | 7  | 8  | 9  |
| 10 | 11 | 12 | 13 | 14 | 15 | 16 |
| 17 | 18 | 19 | 20 | 21 | 22 | 23 |
| 24 | 25 | 26 | 27 | 28 | 29 | 30 |

| Пн | Вт | Ср | Чт | Пт | Сб | Вс |
| 1  | 2  | 3  | 4  | 5  | 6  | 7  |
| 8  | 9  | 10 | 11 | 12 | 13 | 14 |
| 15 | 16 | 17 | 18 | 19 | 20 | 21 |
| 22 | 23 | 24 | 25 | 26 | 27 | 28 |
| 29 | 30 | 31 |    |    |    |    |

| Пн | Вт | Ср | Чт | Пт | Сб | Вс |
|    |    |    | 1  | 2  | 3  | 4  |
| 5  | 6  | 7  | 8  | 9  | 10 | 11 |
| 12 | 13 | 14 | 15 | 16 | 17 | 18 |
| 19 | 20 | 21 | 22 | 23 | 24 | 25 |
| 26 | 27 | 28 | 29 | 30 |    |    |

| Пн | Вт | Ср | Чт | Пт | Сб | Вс |
|    |    |    |    |    | 1  | 2  |
| 3  | 4  | 5  | 6  | 7  | 8  | 9  |
| 10 | 11 | 12 | 13 | 14 | 15 | 16 |
| 17 | 18 | 19 | 20 | 21 | 22 | 23 |
| 24 | 25 | 26 | 27 | 28 | 29 | 30 |
| 31 |    |    |    |    |    |    |

## События
- 1350—1490 — Борьба <<трески>> и <<крючков>>. Серия внутренних военных конфликтов, в основном, вокруг титула графа Голландии[1].
- 1353—1420 — Сардинско-арагонская война (второй этап 1365-1388). Военный конфликт между юдикатом Арборея, союзником сардинской ветви семьи Дориа, и Генуей и Сардинским королевством, последнее из которых было частью Арагонской короны[2].
- 1369—1389 — Каролинская война. Второй этап Столетней войны (1337-1453)[3].
- 1370—1388 — война за люнебургское наследство. Военный конфликт, разгоревшийся в Северной Германии за престолонаследие в немецком княжестве Люнебург[4].
- 1378—1381 — Война Кьоджи. Кульминация многолетнего противостояния Венецианской и Генуэзской республик за господство в Средиземноморье. Передел сфер влияния[5].
- 31 мая — Довидишковский договор[6]. В Давыдишках заключён тайный сепаратный союз князей:  Дмитрий-Корибут Ольгердович, Ягайло, Скиргайло с крестоносцами, направленных против Кейстута[7].
- Конец 1380/начало 1381 — битва при Лопперзуме в Восточной Фризии между хофтлингскими семьями Абдена и Аллена с одной стороны и том Брок с другой стороны[8].
- Крупная победа венецианского флота над генуэзским. От этого удара Генуя уже не смогла оправиться.
- Китайская Империя Мин разбив монгольскую армию, сжигает Каракорум.
  - Каракорум на короткое время захвачен китайскими войсками[9].
- Тамерлан захватил Кашгар. В Шахрисабзе он начинает строить для себя дворец, который позже будет разрушен бухарцами.

### Золотая Орда
- 1359—1380 — Великая замятня в Золотой Орде[10].
- Осень — битва на Калке. Темник Мамай, вернувшийся в Мамаеву Орду, терпит поражение от хана Тохтамыша. Значительная часть войск Мамая перешла на сторону Тохтамыша как законного хана[11].
- Заняв ордынский престол, хан Тохтамыш направляет послов на Русь к Дмитрию Донскому и другим русским князьям[11].

## Русь
Правление: 1363—1389 — Дмитрий Иванович Донской

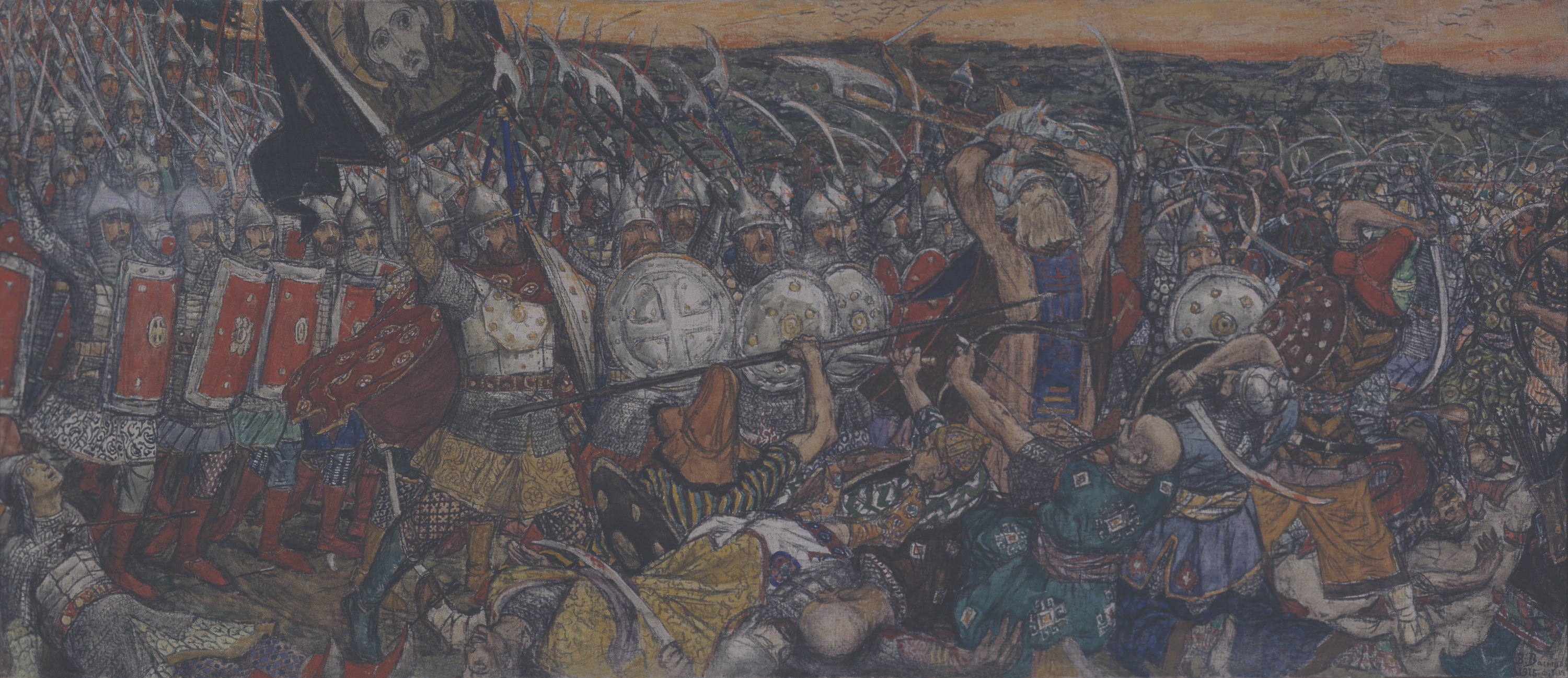
Виктор Васнецов. Куликовская битва

- 15 июня — Владимир Андреевич Храбрый со священниками освящает в Серпухове соборную церковь Святой Троицы. После этого, по получении известий о приближении татарского войска идёт с серпуховской ратью к Москве[12].

- Лето — Дмитрий Донской и Владимир Храбрый готовят Москву к осаде[12].
- Лето — осень — большой поход войск Мамаевой Орды под предводительством тёмника Мамая и хана Тюляк (Тулунбек), для подчинения Северо-Восточной Руси[13].
- Северо-Восточная Русь уже несколько лет не платила ордынский выход и поддерживала это состояние военным путём[13].
- Август — Дмитрий Донской получает известие из Мамаевой Орды о приготовлении татар к большому походу на Москву. Донской посылает за русскими князьями, чтоб те собирали полки и шли к нему в Москву[11].
- Август — великий князь рязанский Олег Иванович вступил в переговоры с Мамаем и Ягайло против Дмитрия Донского, что традиционно трактуется, как его измена общерусскому делу, но частью историков — как дипломатическая игра с целью уберечь свои земли от повторных разорений, склонить Дмитрия встретить Мамая ещё до его прихода на Рязанскую землю и даже, как намеренное введение в заблуждение Мамая и Ягайла относительно возможного соединения с ними на Оке. Олег рязанский выплачивает ордынский выход[14][15].
- Август — Дмитрий Донской оставляет в Москве супругу и детей на попечение боярина Фёдора Андреевича Кошки[11].
- Август — поход Ягайло к Куликову полю на соединение с Мамаем, но до него Ягайло не дошёл.
- 18 августа — Дмитрий Донской с московским войском подходит к Коломне[11].
- 20 августа — союзные войска Донского выступают к Оке. Темник Мамай, став за Доном, посылает к Донскому послов с требованием "ордынского выхода" за предшествующие годы. Не желая кровопролития Донской готов дать "выход по своему докончанию", но Мамай не соглашается на такое положение[11].
- 25—26 августа — сбор русских войск Дмитрием Донским на Девичьем поле под Коломной для похода на Куликовскую битву[13].
- 27 августа — союзные войска Донского переправляются через Оку. Спешка с переправой была вызвана желанием князя разбить основные сила Мамая до подхода союзников татар: литовского князя Ягайлы (Владислава) Ольгердовича, собиравшегося "владети Москвою...а Дмитрия изгоняти", но он на соединение он не пришёл[11].
- 1 сентября — планировалась встреча войск темника Мамая и Ягайлы Ольгердовича[11].
- 6 сентября — при устье р. Непрядва русские встречают конную разведку татар. В этот же день Донской получает грамоту от Сергия Радонежского, который передаёт ему своё благословение на ратное дело[11].
- 8 сентября (суббота, праздник Рождества Богородицы) — Куликовская битва, разгром татаро-монгол. Разгром Мамая князем Дмитрием Московским. Гибель в сражении хана Тулунбека.  Мамай бежал в Мамаеву Орду, где и погиб в Кафе в 1381 году[11][13].
- 21 сентября — русские полки с победой возвратились в Коломну[11].
- 1 октября — Дмитрий Донской с полками участвовавших в Куликовской битве торжественно заходит в Москву[11].
- Сентябрь — Олег Иванович вышел из Рязани на южные рубежи своего княжества и находился там до возвращения Дмитрия в Москву, а другие его отряды напали на возвращающиеся с Куликова поля московские войска, ограбили обозы и взяли пленных[16].
- Осень — Дмитрий Донской, узнав о пособничестве ордынцам Олега Рязанского, намеревается послать на него московскую рать. Приехавшие в Москву рязанские бояре сообщают ему, что Олег бежал с семьёю и приближёнными "на рубеж Литовский". Донской посылает в Рязань своих наместников[15].
- 01 ноября — состоялся один из последних зафиксированных в летописях представительный съезд русских князей после Куликовской битвы[17].
- Осень — Дмитрий Донской и другие русские князья, получив сообщение от хана Тохтамыша, отправляют к нему своих послов Толбугу и Мокшея "с дарами и поминками"[11].
- Собор в Константинопле под предводительством патриарха Нила лишил Киприана киевской кафедры, однако он не подчинился этому решению и продолжил борьбу. После Куликовской битвы великой московский князь Дмитрий Иванович примирился с Киприан продолжавшейся многие годы[18].
- Конец года — Дмитрий Донской посылает своего духовника игумена Феодора (племянник Сергия Радонежского) в Киев за митрополитом Киприаном, который приехал в Москву в 1381 году[11],
- 1380—1393 — Дмитрий-Корибут Ольгердович князь трубчевский[7].
- 1380—1388 — третья волна чумы на Руси.
- В соборе Рождественского монастыря г. Владимир найдено нетленным тело Александра Невского (ум. 1263 год), почему было выставлено поверх земли мощами (перенесены в 1723 и 1724)[19].
- Основан Солигалич.
- Впервые в "Списке русских городов ближних и дальних" (1380-1390-е) упоминается г. Михайлов[20].

## Начало правления

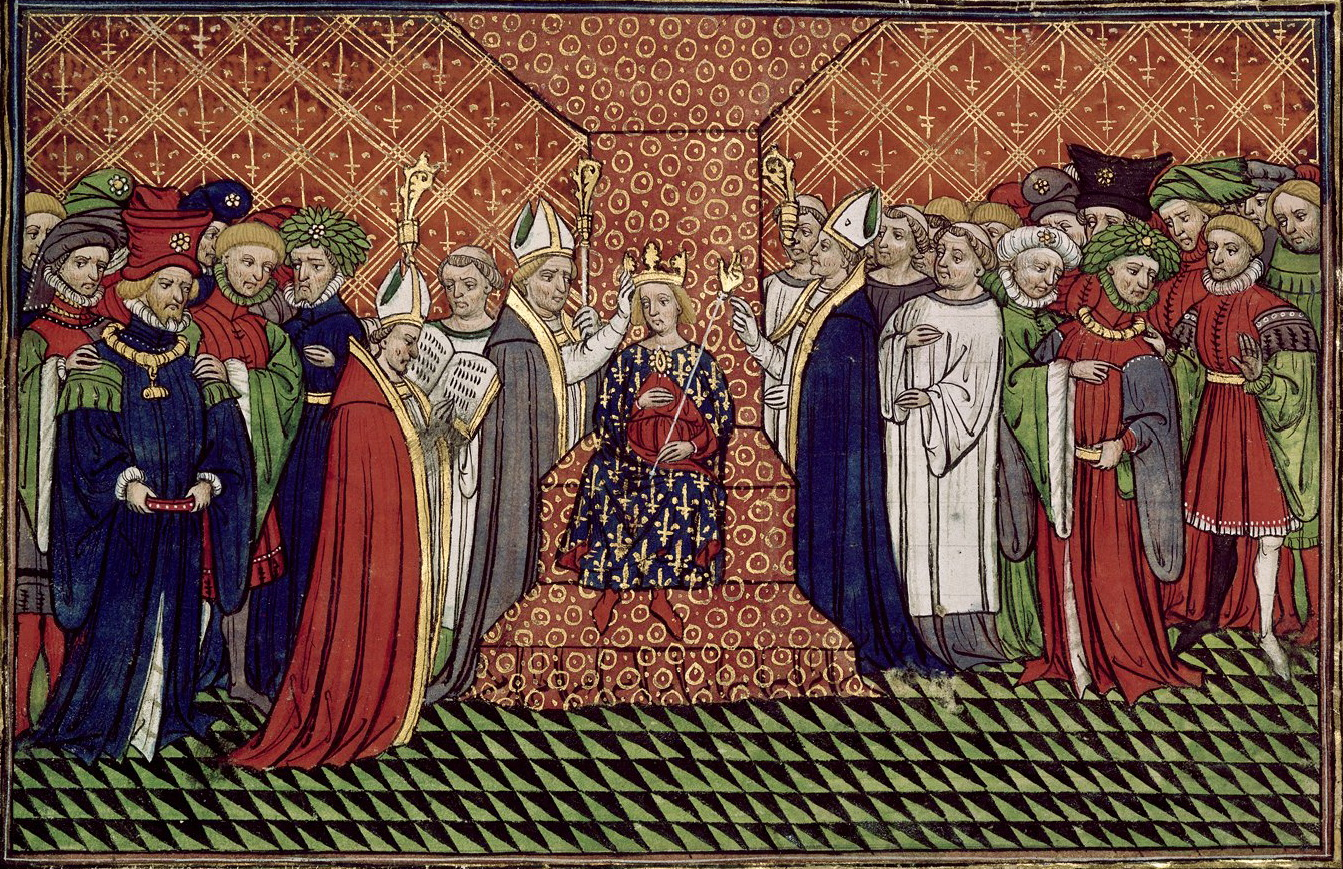
Коронация Карла VI Безумного

См. также: Список глав государств в 1380 году
- 1380—1387 — король Норвегии Олаф Датский.
- 1380—1422 — король Франции Карл VI Безумный. Борьба между партией герцога Бургундского и сторонниками герцога Орлеанского (арманьяками).

## Родились
См. также: Категория:Родившиеся в 1380 году
- Данстебл Джон[англ.] — английский композитор, музыкальный теоретик, математик и астроном.

## Скончались

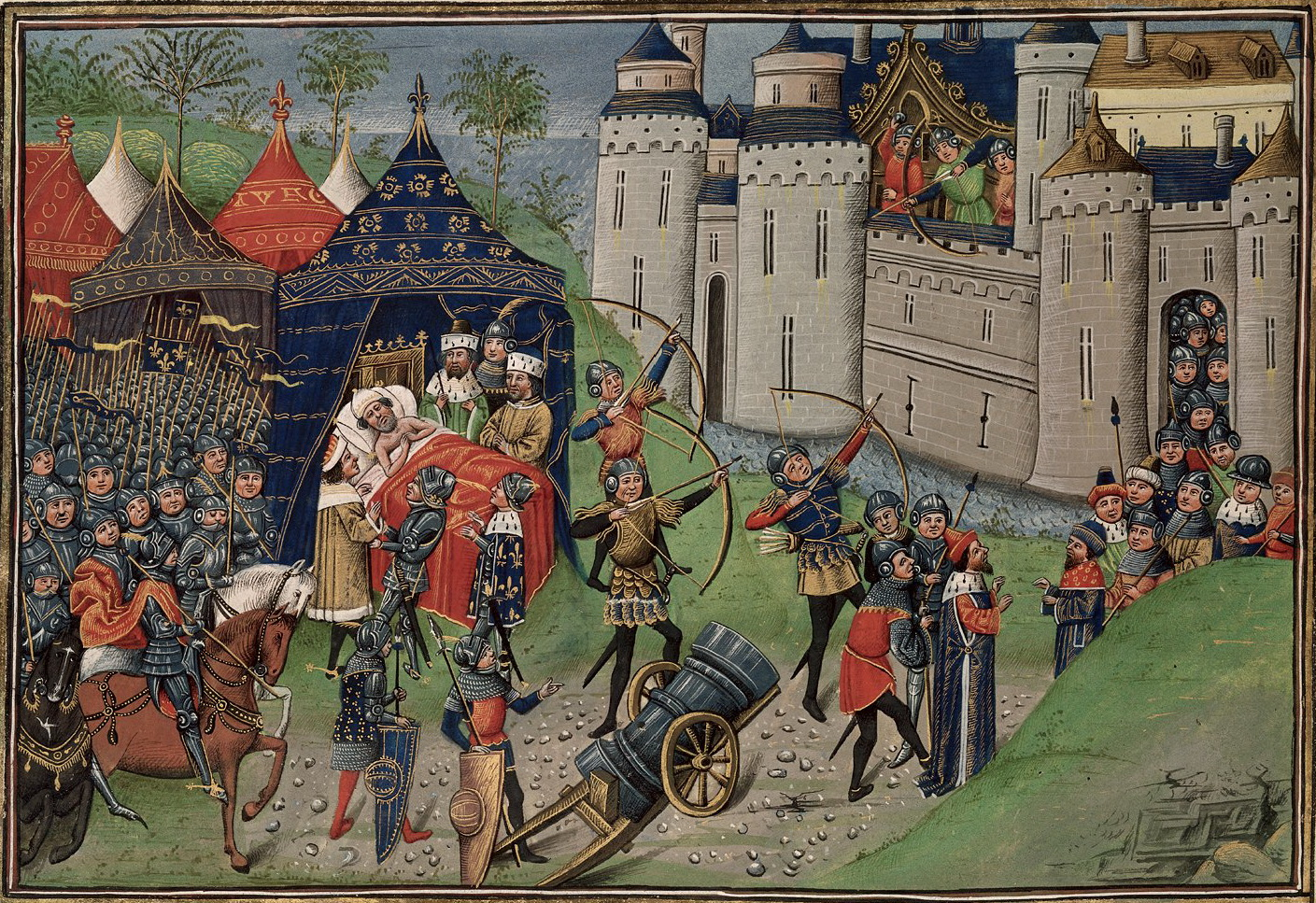
Смерть Бертрана Дюгеклена

См. также: Категория:Умершие в 1380 году
- 13 июля — Дюгеклен, Бертран — военачальник Столетней войны.
- Афанасий Метеорский — основатель монастырей Метеоры, преподобный Православной церкви.
- Мухаммед Бюлек — хан Мамаевой Орды[21].